# 사도궁

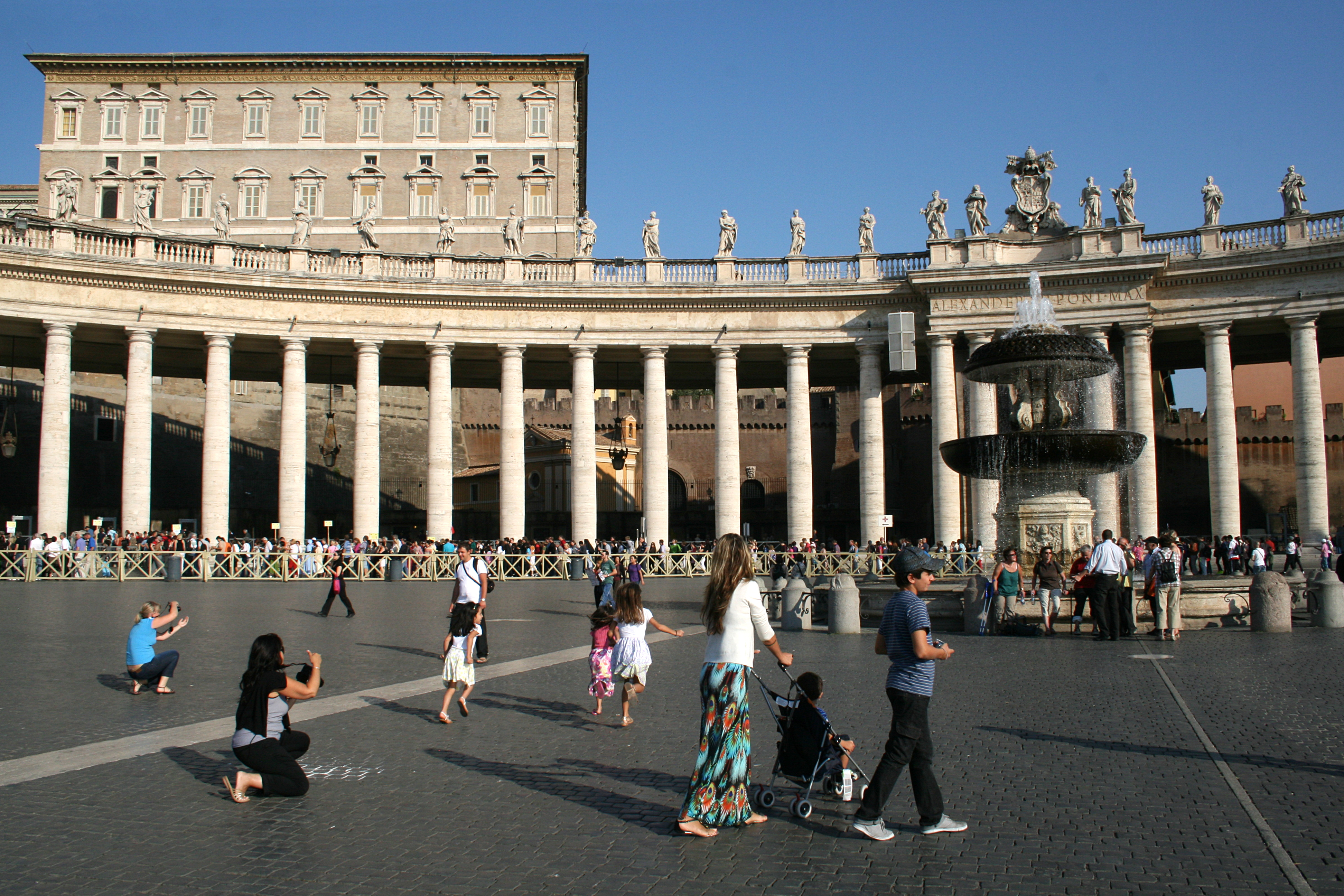
사도궁

사도궁(이탈리아어: Palazzo Apostolico 팔라초 아포스톨리코[*])은 성베드로 대성전의 오른쪽에 있는 건물들의 집합체로 교황이 직접 거주, 집무하는 곳이다.
5세기 무렵에 세워졌고, 처음에는 로마를 방문하는 외국의 사절을 접대할 때에만 사용되었다. 아비뇽 유수기(1309년-1377년)에는 교황의 정식 거처를 라테라노궁으로 옮겼다가 교황 그레고리오 11세가 다시 로마로 돌아오면서 사도궁이 교황의 정식 주거지로 확정되었다.
이들 건물들의 수세기에 걸친 증축 ·개축에는 대부분 당시 르네상스 시대의 건축·조각·회화의 거장들이 모두 다 참가하였다. 브라만테, 미켈란젤로, 라파엘로, 산 가로, 마델로, 베르니니 등의 거장들이 사도궁을 지상에서 가장 훌륭한 궁전으로 꾸미려 했다.
견고한 이 궁전에는 장중하고 웅장한 천사백 개가 넘는 방과 천 개에 달하는 계단, 스무 개의 안뜰, 수천 채의 건물이 늘어서 있는데, 이들 속에 박물관, 도서관, 화랑, 전시실 등이 무수히 포함되어 있다.
궁전의 최고층에 있는 교황의 사저는 궁전의 두 측면을 둘러싸면서 복도로 이어지고 이 복도는 프레스코 그림들로 장식된 오래된 로지아(한쪽에 벽이 없는 복도 모양의 방)로 연결되어 있다. 교황 사저에는 현관, 서재, 교황 비서실, 그리고 주일이면 순례객들을 향해 축복을 내려주는 직무실, 침실, 대리석 목욕탕, 영화 상영실, 의료실, 개인 경당, 작은 거실, 식당과 부엌으로 구성되어 있다.
1981년 교황 요한 바오로 2세 암살 기도 사건이 있은 후 교황청은 저격수로부터 교황을 보호하기 위해 교황 전용 테라스와 창문 앞 강단에 방탄 유리를 설치하였다.